# 관현악 모음곡

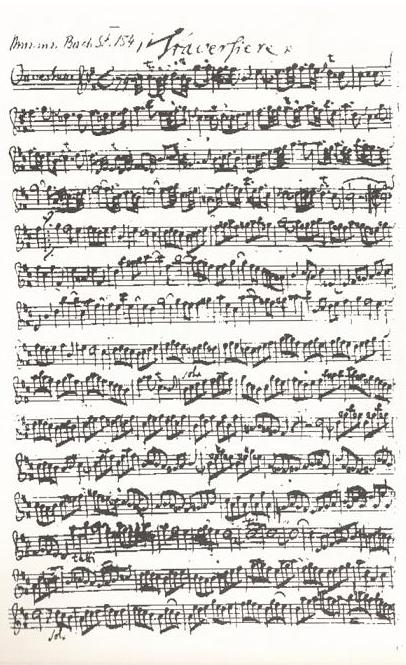
관현악 모음곡 2번의 가로피리(traversière, 바로크 플루트) 파트에 대한 바흐의 자필 악보.

4개의 관현악 모음곡(BWV 1066-1069)은 요한 제바스티안 바흐의 작품 모음으로, 1720년경에 쾨텐에서 쓴 것으로 보인다. 원래는 각각의 첫 악장 이름을 따 ‘서곡(Ouvertures)’으로 불렸으나, 지금은 관현악 모음곡으로 불린다.
바흐 시대의 모음곡은 조그만 무곡을 몇 개 묶어 서곡을 붙인 것으로, 훗날 비제의 《아를의 여인》과 같은 극 부수 음악의 부분을 모아서 편성한 것이나, 그로페의 《대협곡》 같은 것과는 다르다. 보통은 하프시코드로 연주하기 위하여 쓰여진 일이 많은데, 이 곡처럼 오케스트라로 연주하기 위한 것을 ‘관현악 모음곡’이라고 부른다.
훗날 바흐가 이 무렵의 생활을 “가장 좋았던 시대”라고 회상했는데, 이 음악에는 그와 같은 풍부한 창조력과 흡족한 행복감이 넘쳐 있다.

## 관현악 모음곡 1번 다장조, BWV 1066
1. 서곡
2. 쿠랑트
3. 가보트 I·II
4. 포를란(Forlane)
5. 미뉴에트 I·II
6. 부레 I·II
7. 파스피에 I·II

악기 편성: 오보에2, 바순, 바이올린 2부, 비올라, 통주저음

## 관현악 모음곡 2번 나단조, BWV 1067
1. 서곡
2. 론도
3. 사라반드
4. 부레 I·II
5. 폴로네이즈·더블
6. 미뉴에트
7. 바디네리

악기 편성: 플루트, 바이올린 2부, 비올라, 통주저음
바디네리는 플루트의 기교가 많이 들어가기 때문에 오늘날에는 플루트 독주곡으로 많이 연주된다.

## 관현악 모음곡 3번 라장조, BWV 1068
1. 서곡
2. 아리아
3. 가보트 I/II
4. 부레
5. 지그

악기 편성: 트럼펫3, 팀파니, 오보에2, 바이올린 2부, 비올라, 통주저음
아리아를 피아노와 바이올린을 위해 빌헬미가 편곡한 것이 《G선상의 아리아》이다.

## 관현악 모음곡 4번 라장조, BWV 1069
1. 서곡
2. 부레 I·II
3. 가보트
4. 미뉴에트 I·II
5. 레주상스(Réjouissance)

악기 편성: 트럼펫3, 팀파니, 오보에3, 바순, 바이올린 2부, 비올라, 통주저음
첫 악장은 바흐의 칸타타 BWV 110에도 쓰였다.

## 참고 문헌
- 아름출판사편집부. (1993). 《클래식 명곡이야기》. 아름출판사.